# 平井一雄
平井 一雄（ひらい かずお、1935年 - ）は、日本の法学者・弁護士。民法学者。獨協大学名誉教授。東京出身。

## 略歴
1954年東京都立日比谷高等学校卒業。1958年中央大学法学部法律学科卒業。1964年同大学院法学研究科博士課程単位取得満期退学。同法学部助手。1966年獨協大学経済学部専任講師。1967年同法学部専任講師。1968年同法学部助教授。1973年同法学部教授。1977年獨協大学広報室長。1984年同教務部長。1990年同法学部長・同大学院法学研究科委員長（ - 1994年）。1999年弁護士登録。2004年獨協大学定年退職。同名誉教授。中京大学法科大学院教授。2007年同法科大学院客員教授。2009年中京大学退職。2010年弁護士登録抹消。

## 著書
- 『法学民法Ⅰ（総則・物権）』（共著　信山社 2011年）
- 『法学民法Ⅱ（債権総論）』（共著　信山社 2011年）
- 『法学民法Ⅲ(債権各論）』（共著　信山社 2012年）
- 『法学民法Ⅳ 判例編（総則・物権）』（共著　信山社 2012年）
- 『法学民法V 判例編(債権総論・債権各論)』（共著　信山社 2014年）